# منتخب المغرب للرغبي
منتخب المغرب للرغبي يجمع أفضل لاعبي المغرب في رياضة الرغبي، في 30 أكتوبر 2004، كان يحتل المغرب المركز 20 في ترتيب العالمي حسب الاتحاد الدولي للرغبي (IRB).

## تاريخ
المغرب لعب أول مباراة دولية في 25 ديسمبر 1931 في الرباط، حيث تعرض للهزيمة من جانب أسبانيا 14-6. وفي مباراته الثانية، بعد ثلاثة أيام، والتي كانت ضد إسبانيا، حصل المغرب على التعادل 10 إلى 10.

## الإنجازات
كأس إفريقيا للرجبي
- البطل: 2003، 2005
- الوصيف : 2000، 2001، 2004

الكأس الفضية للرجبي
- البطل: 2017

الكأس البرونزية للرجبي
- البطل: 2016
- الوصيف : 2013

البطولة المغاربية للرجبي
- البطل: 2016، 2017

ألعاب البحر الأبيض المتوسط للرجبي
- المركز الثالث: 1979، 1983

البطولة العربية للرجبي (VII)
- البطل: 2015، 2016، 2017، 2024

### دوليا
البطولة الأوروبية للرجبي
- المركز الثالث: 1971، 1972، 2000

المستوى الثاني
- البطل: 1970